# Lidija Starodubcevová
Lidija Starodubcevová (ukrajinsky Лідія Володимирівна Стародубцева; * 25. prosince 1962 Charkov, Ukrajinská SSR) je ukrajinská scenáristka a režisérka dokumentárních filmů, doktorka filozofie, profesorka a vedoucí katedry mediální komunikace Národní univerzity V. N. Karazina v Charkově a novinářka.

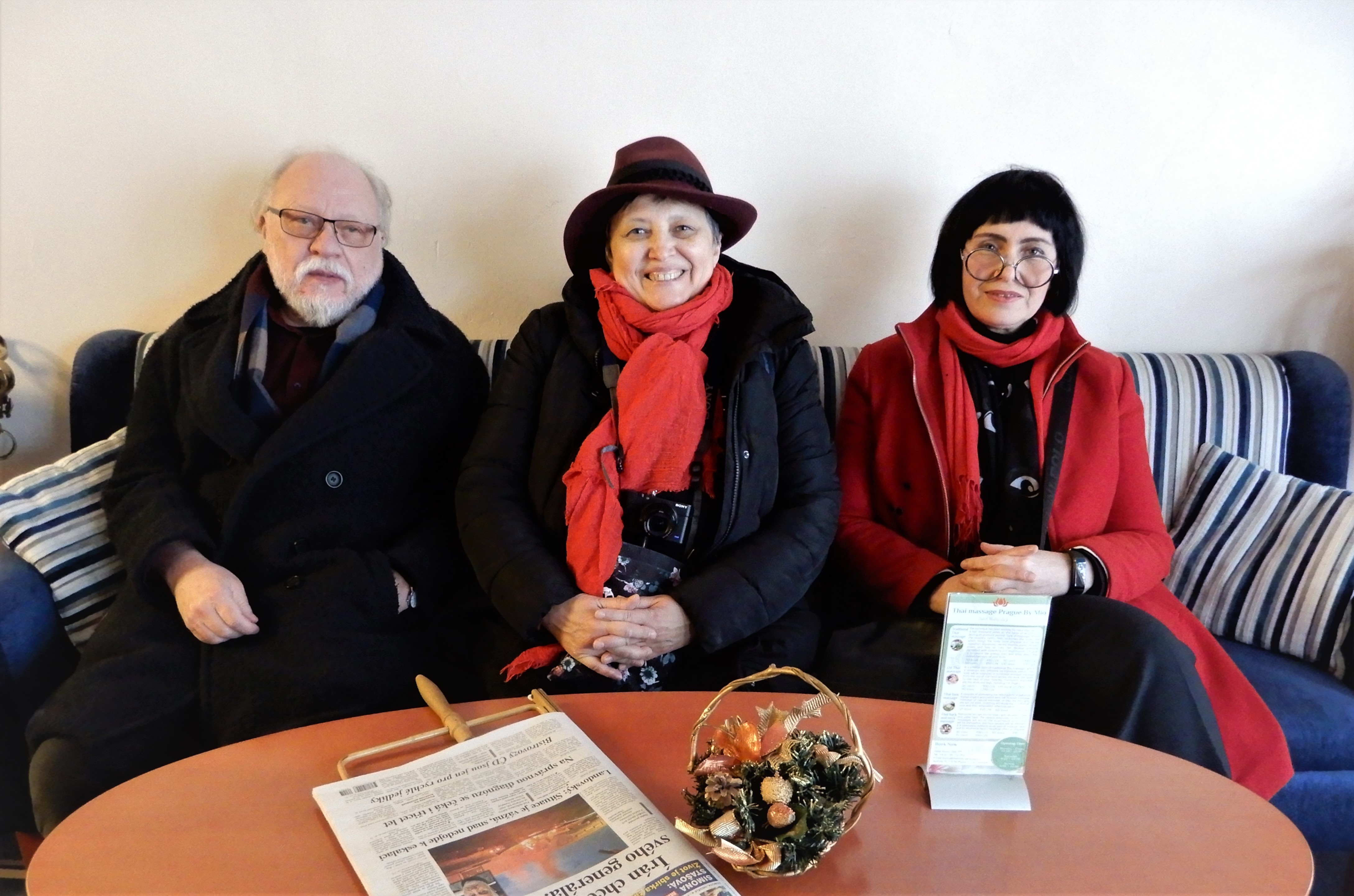
Lidija Starodubcevová, Džamila Stehlíková a Igor Pomerancev před premiérou filmu Amputace, Praha 6. leden 2020

## Další činnost
Je také příležitostnou organizátorkou a moderátorkou kulturních projektů, výstav, diskusních klubů „Polylog“ a „Un-Vacuum“, kina „El Topos“, kurátorka výstav „Utopia of Van Gogh“ a „Techno-Art-Mystery“; šéfredaktorka kulturologických publikací a sborníků statí (Bricolage, Symbol, Ex nihilo, Polylog, El Topos: Jak je možná filmová filozofie?, Jaká moderní?). Příležitostně píše básně .
Členka Národního svazu umělců Ukrajiny.

## Filmografie
- Krátké filmy Víno zabíjí, Dny strachu; scénář a produkce
- Čas vypršel (v originále Vremja i stěklo); USA-Česká republika-Ukrajina, 2014; hraje Igor Pomerancev; scénář, režie a produkce filmu[2]
- Amputa, scénář spolu s Igorem Pomerancevem, kamera, režie a produkce; reportážní snímek o životě veteránů ukrajinské války po amputaci končetin, což představuje nejčastější následky zranění ruskými nášlapnými minami. Film s českými titulky Anny Kareninové měl českou premiéru 7. ledna 2020 v kině Ponrepo v Praze. Český překlad scénáře filmu s výběrem snímků vydala v tematickém sborníku Amputace Džamila Stehlíková.[3]